# Yates megye
Yates megye az Amerikai Egyesült Államokban, azon belül New York államban található. Megyeszékhelye Penn Yan, legnagyobb városa Milo. Lakosainak száma 24 774 fő (2020. április 1.). Yates megye Ontario, Seneca, Schuyler és Steuben megyékkel határos.

## Népesség
A megye népességének változása:
| Lakosok száma | 25 355 | 25 395 | 25 256 | 25 156 | 25 048 | 24 774 |
|               | 2010   | 2011   | 2012   | 2013   | 2015   | 2020   |